# La Culla
La Culla és un edifici del municipi de Manresa (Bages) declarat bé cultural d'interès nacional.

## Descripció
És una masia de grans dimensions que consta d'un gran cos central de planta quadrada de planta baixa, dos pisos i golfes i teulada a doble vessant. Té diferents cossos adossats i una torre de tres plantes a la qual s'accedeix mitjançant una escala de cargol construïda en un cos afegit. S'obren obertures a tots els nivells, són allindanades i algunes del primer pis donen accés a un balcó amb molt poca volada. El parament és de pedra. A l'interior, la planta baixa s'estructura mitjançant arcs apuntats i als pisos superiors els sostres són de bigues de fusta i revoltons. La casa es troba envoltada en tres de les seves parts per un jardí i l'altre dona a un carrer.

## Història
El nom de Culla documentalment apareix per primera vegada en un pergamí de l'any 1009, on es parla de la donació d'unes vinyes situades al lloc anomenat Culla, però no hi diu que en aquell indret hi hagi una casa. La prova documental més antiga de l'existència d'aquesta es troba al segle xiv.

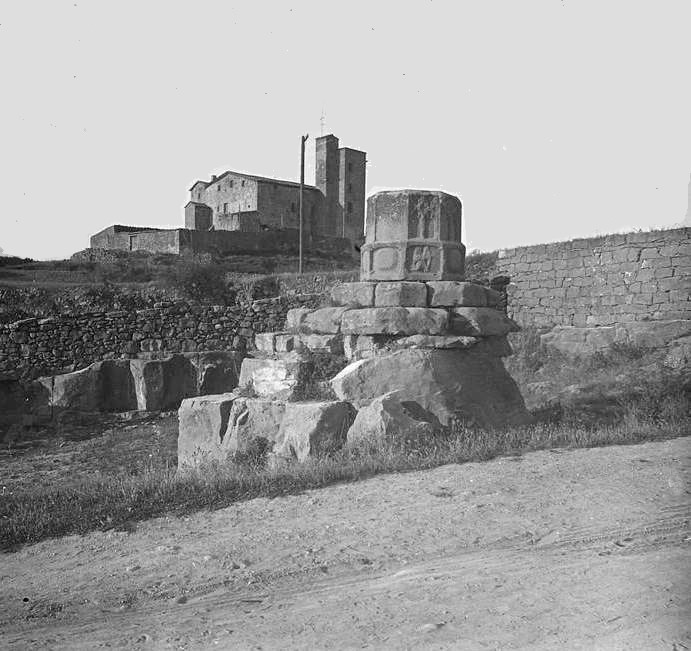
La Culla al 1918

Durant l'època medieval la Culla era propietat de la Seu de Manresa, i els seus estadants, de cognom Culla, eren pagesos de remença. A partir de l'abolició d'aquest dret senyorial, el 1486, aquesta família esdevingué la veritable propietària del mas.
La Culla es trobava en una situació estratègica degut a la seva posició elevada amb relació a la ciutat i a que estava a tocar del camí ral de Manresa a Barcelona, convertint-se en un punt de vigilància que permetia controlar l'accés a la ciutat. Això feia que aquesta masia es trobés fortificada i disposés d'una torre de guaita. A més, a causa del seu emplaçament, durant la pesta de l'any 1500 també va servir de centre d'observació i atenció dels forasters que arribaven a la ciutat per tal d'evitar contagis.
La masia es va convertir en una de les més riques de Manresa amb 350 hectàrees de conreu. La construcció de la Séquia va permetre regar una part de la finca i produir conreus d'horta, encara que la major part de les terres seguien sent de secà dedicades a l'olivera, els ametllers, els cereals i sobretot a la vinya, arribant a ser una important explotació vinícola. Amb l'arribada de la fil·loxera però, la producció de vi va decaure i la casa va quedar deshabitada. Per aquest motiu l'any 1880 s'hi va establir durant uns pocs anys una comunitat de frares caputxins provinents de Ceret, expulsats de França.
A finals del segle xix, Joan Pelfort, president de la Diputació de Barcelona, va comprar la finca però era habitada permanentment per masovers. Cap al 1920 van contractar al matrimoni format per Joan Guixé i Lluïsa Oliveras, que van morir en estranyes circumstàncies durant l'any 1923; fets són coneguts com els misteris de la Culla. En els anys posteriors hi van viure diverses famílies de masovers, però feien curtes estades. A partir de 1940 les terres de la casa s'anaren reduint per les vendes, i l'any 1950 els darrers estadants la van deixar, restant abandonada.
Durant els anys 1960 i 70 les terres de conreu de la finca van ser edificades degut a l'expansió de la ciutat de Manresa, donant com a resultat els barris de la Balconada, Sagrada Família, Cal Gravat i el polígon industrial de Bufalvent.
L'any 1980 la propietat va ser adquirida per l'Ajuntament de Manresa, que es va fer càrrec de la restauració de l'edifici i el seu entorn.
A partir del 1984 va començar a funcionar com a Casa de la Natura, dedicant-se principalment a l'educació ambiental per a escolars, i des de 1994 i dins d'aquesta mateixa línia funciona com a Camp d'Aprenentatge del Bages. També acull el Consell Regulador de la Denominació d'Origen Pla de Bages.

## Els misteris de 1923
L'any 1923 es va produir el doble crim del matrimoni Guixé-Oliveras, que en aquell temps eren els masovers de la Culla.
El 22 de març, Joan Guixé va sortir a buscar cargols pels voltants de la casa i l'endemà es va trobar el seu cadàver al costat d'un ramal de la Séquia amb indicis d'haver patit una mort violenta. Van córrer diversos rumors sobre el fet, com el d'un suïcidi o una venjança per un assassinat que ell mateix havia comès temps enrere, però mai es va arribar a aclarir. En el lloc precís de la mort una pedra gravada amb una creu, les inicials JG i la data encara ho recorda.
El 9 de maig del mateix any es va trobar morta a la masovera dins la casa amb el cap esclafat al costat de la pica d'oli. Noves sospites d'assassinat, però també sense resoldre. Els fets van fer que circulessin històries de bruixeria i espiritisme per la ciutat, ja que es deia que els masovers professaven idees espiritistes.
Aquestes connotacions misterioses són encara presents a la memòria popular de Manresa.